# کیملن
کیملن (انگلیسی: Camelon؛ ‎/ˈkeɪmələn/‎؛ ‏ اسکاتس: Caimlan، ‏ گیلی اسکاتلندی: Camlann) یک منطقهٔ مسکونی در بریتانیا است که در فالکرک واقع شده‌است.
کیملن ۴٬۵۰۸ نفر جمعیت دارد.